# Heterotermes maculatus
Heterotermes maculatus är en termitart som beskrevs av Light 1933. Heterotermes maculatus ingår i släktet Heterotermes och familjen Rhinotermitidae. Inga underarter finns listade i Catalogue of Life.